# 漳州話語法
《漳州話語法》是由駐菲律賓的道明會傳教士以西班牙語撰寫的閩南語語法書，方便與生理人溝通。現存4大版本，最早屬1620年手抄本。

## 版本學與發挖
漳州話語法存有四大版本，闡述如下：
第一個手抄本是1620年的手抄本、也是最詳盡的版本。著作者不詳，使用西班牙語書寫，各章節均有附註漢字。此版本的特點是有道明會士Melchior de Mançano、Fray Raymundo Feijoo的名字。由於Melchior de Mançano在1627-1629年在馬尼拉審議庭任出版審查官並在任內身亡，估計他在任內讀過此抄本並寄去歐洲。抄本後來藏於道明會在巴塞隆納的修道院Convent de Santa Caterina，修道院的Fray Raymundo Feijoo在抄本著上其名字，由於他死時職級低微，估計他年輕早逝，還沒來得及去亞洲。修道院在1836年被政府沒收財產，抄本轉藏於巴塞隆納大學圖書館至今，1990年代初由Alain Peyraube在圖書館發現。2018年台灣印刷刊行了抄本的影像。
第二個手抄本藏於大英博物館，跟巴塞隆納大學版本同源，但只有第一章附註漢字，也沒有署名，只能判斷年代比巴塞隆納大學版本晚出。1967年由Piet van der Loon發現。
第三個手抄本是拉丁語譯本，內文僅保留部分漢字。在標題頁標明是1688年9月20日由Andreas Cleyer從熱那亞寄給Mentzelium氏（Mencelius），後者在1690年才收到並藏於柏林王家圖書館。Andreas Cleyer在1660~1680年代在荷屬東印度公司巴達維亞任軍醫，他拿到的手抄本可能是由馬尼拉傳到巴達維亞的。此抄本現藏於蘇格蘭格拉斯哥大學Hunter圖書館，均為18世紀蘇格蘭醫生William Hunter的收藏。
第四個也是拉丁語譯本，內文省略所有漢字，1730年印刷為《Museum Sinicum》文集的一部分，著者是德國漢學家Theophilus S. Bayer。

## 內容架構
全書除前言外，共分九章。介紹漳州話的：1.聲調、2.人稱代名詞、3.動詞、4.副詞、5.否定句、6.問句、7.數字一至一萬、8.數量分類詞（如四門銃、四領皮）的說法、9.年月的用語。

## 在語法研究史的地位
最早對任一種漢語語法的傳世著作，正是西班牙道明會描寫閩語的《漳州話語法》的1620年手抄本。另外，道明會在16~17世紀菲律賓寫成至少14部已失傳的閩南語語法書，以及十多本已失傳的官話語法書，現今只知其書名。其中高母羨於1590年前後撰的《Arte de la china》就比《漳州話語法》更早，但《Arte de la china》也可能只是辭典。關於文言語法、官話語法、吳語語法、粵語語語法等的研究史綜述，參見漢語語法研究史。

## 學術研究
2009年Henning Klöter註釋了《漳州話語法》。
《漳州話語法》與《漳州話詞彙》（Vocabulario de la Lengua Chio Chiu）都是學者研究17世紀菲律賓的漳州籍常來人移民語言的重要文獻。

## 參閱
- 常來人
- 閩南語語法
- 漢語語法研究史

## 外部連結
- Arte de la lang lengua chio-chiu （页面存档备份，存于）